# Grupo Santana (geologia)
Grupo Santana é um grupo geológico de acumulações sedimentares localizada na Chapada do Araripe, entre Pernambuco e Ceará, na Região Nordeste do Brasil. O nome da formação geológica é uma homenagem à cidade de Santana do Cariri, localizada na base da chapada. Os estratos foram definidos durante o período cretáceo, mais especificamente entre as idades aptiana e cenomaniana.
O grupo Santana subdivide-se nas formações Crato, Ipubi e Romualdo.
Este grupo sedimentar apresenta grande diversidade de fósseis, muitos deles bastante conservados. Já foram encontrados diversos exemplares de dinossauros, pterossauros, répteis, anfíbios, invertebrados e plantas. A tafonomia incomum do local resulta em acreções calcárias que forma nódulos ao redor dos organismos mortos, preservando partes de sua anatomia.
No local, são exploradas minas de calcário e outros minerais usados em construção civil, o que coloca em risco a preservação da unidade.

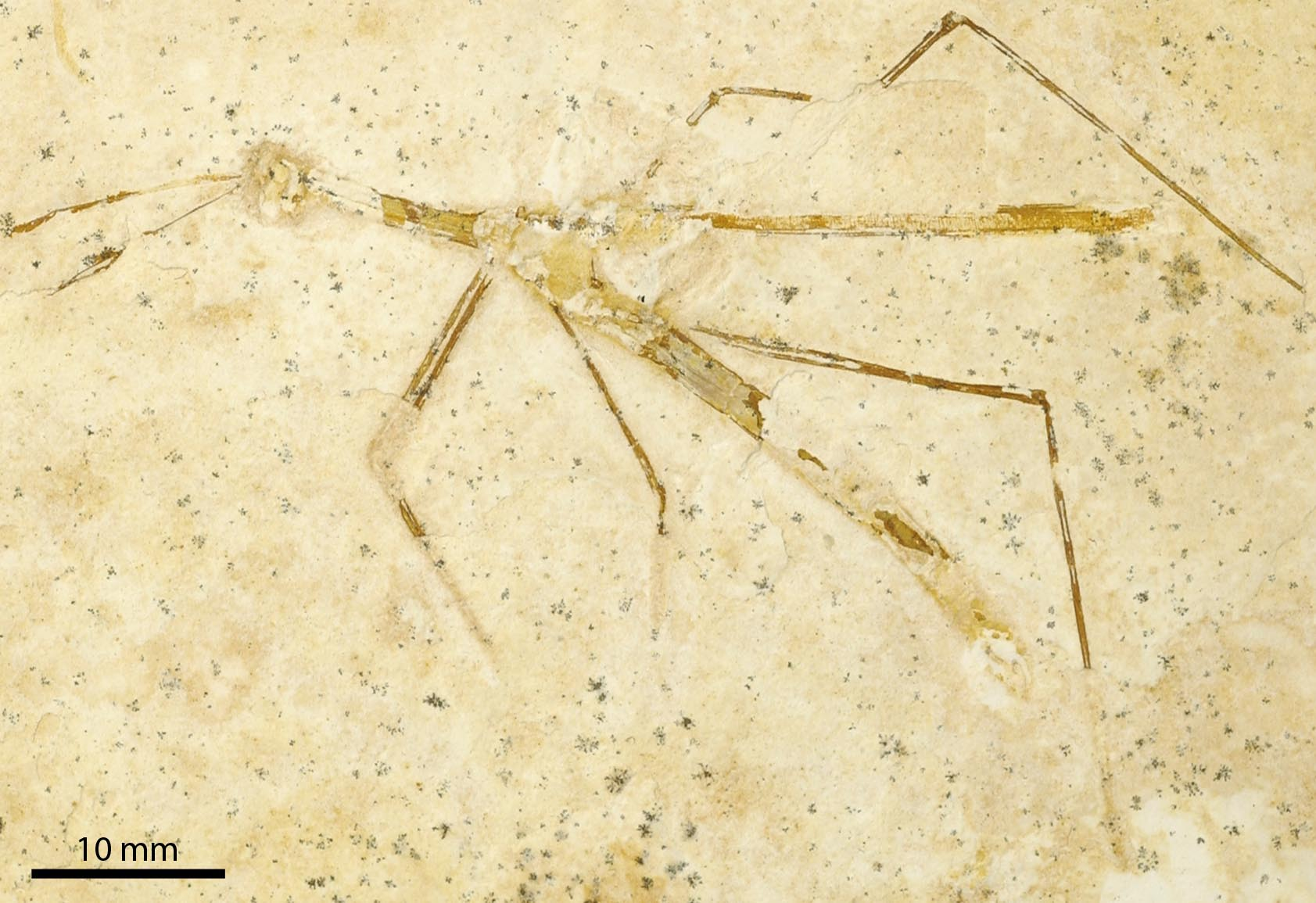
Eoproscopia martilli.

## Descrição
O Grupo Santana era anteriormente descrito como pertencente ao Grupo Araripe. A Formação fossilífera Santana foi anteriormente definida como contendo os Membros Crato e Romualdo, mas a redefinição da estratigrafia levou ao estabelecimento do Grupo Santana, substituindo a parte média do Grupo Araripe e os antigos membros Crato, Ipubi e Romualdo foram elevados para separar formações.

## Paleobiota
- Pisces
  - Halecomorphi - Amiidae
    - Cratoamia gondwanica  (Crato)
    - Calamopleurus cyllindricus
- Amphibia
  - Anura
    - Cratia (Crato)
    - Arariphrynus (Crato)
- Reptilia
  - Squamata
    - Olindalacerta (Crato)

  - Dinosauria - Saurischia - Theropoda
    - Angaturama limai (=Irritator)
    - Mirischia asymmetrica
    - Santanaraptor placidus